# Thurn und Valsassina

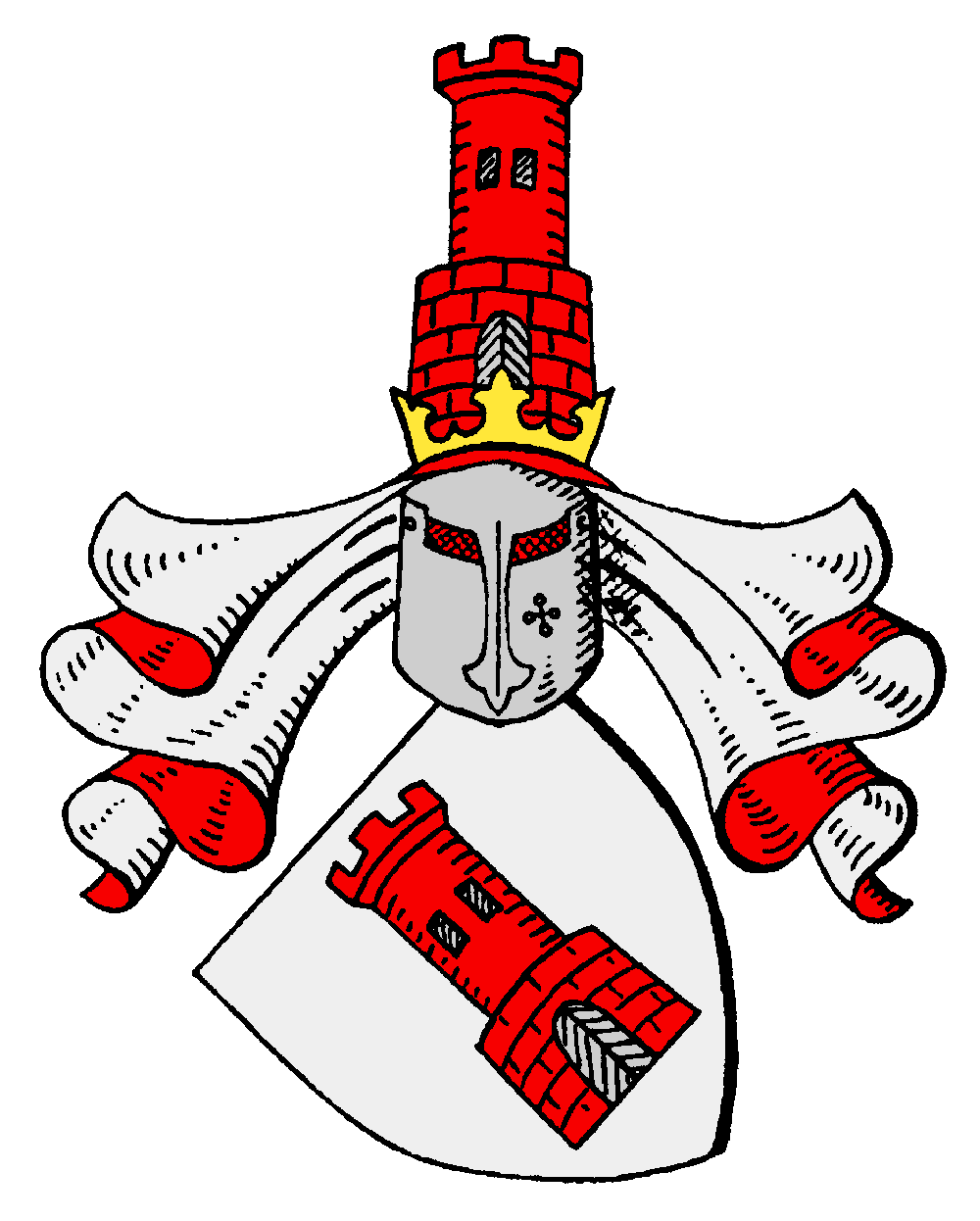
Stammwappen derer von Thurn

Thurn und Valsassina (auch Thurn-Valsassina) ist friaulisch-görzischer Uradel und ein österreichisches Hochadelsgeschlecht. Die Angehörigen führten historisch und führen bis heute adelsrechtlich den Titel Graf bzw. Gräfin von Thurn und Valsassina-Como-Vercelli. Das nicht verwandte Adelsgeschlecht Thurn (Adelsgeschlecht, St. Gallen) durfte sich ebenfalls Thurn-Valsassina nennen. Nach Bestätigung Kaiser Ferdinands III. gelten die Thurn und Valsassina als Vorfahren der Thurn und Taxis, nach Max Piendl (1981) stimmt dieser Umstand nur teilweise.

## Geschichte

### Die Torriani in der Lombardei
Die Familie stammt vom italienischen Patriziergeschlecht der Torriani ab. Die Familie della Torre wurde erstmals 1200 in Mailand urkundlich erwähnt. Am Ende des 13. Jahrhunderts führte die Heirat mit einer Gräfin von Valsassina zum Doppelnamen; vom Erzbistum Mailand wurden sie mit der Grafschaft Valsassina in der heutigen Provinz Lecco belehnt, deren befestigter Hauptort Primaluna war. Ab Mitte des 13. bis Anfang des 14. Jahrhunderts regierten die Torriani mit Unterbrechungen Mailand und die Lombardei als Podestà und Signori und galten als die Anführer der papsttreuen Guelfen, bis sie von den Visconti endgültig verdrängt wurden. Napoleone della Torre († 1278) war von 1265 bis 1277 Reichsvikar der Lombardei, Paganino della Torre wurde Podestà von Como und römischer Senator, Salvino della Torre Podestà von Vercelli. Die Torriani stellten auch mehrere Patriarchen von Aquileia.

### Görzer Linie
Francesco della Torre (1518–1565) aus der Görzer Linie (Nachfahren von Ermanno, dem ältesten Bruder Napoleones) war Rat Kaiser Ferdinands I. und wurde 1558 kaiserlicher Gesandter in Venedig; er wurde zum Reichsfreiherrn von Thurn und Valsassina erhoben. Sein Sohn Raimund heiratete nacheinander zwei Schwestern Hofer von Hohenfels, Erbinnen von Schloss Duino; er wurde 1572 Reichsgraf von Thurn-Hofer und Valsassina; die letzte Nachfahrin dieser Linie, Theresa Maria († 1893) vererbte Duino an ihre Tochter, Prinzessin Marie von Thurn und Taxis, die Förderin Rainer Maria Rilkes. Ihren Nachfahren aus dem Fürstenhaus von Thurn und Taxis gehört das Schloss bis heute. Die Familie Thurn und Taxis bezieht sich ebenfalls – wenn auch zweifelhafter – auf die Torriani als Vorfahren. Nach Max Piedl steht allerdings nur die Abstammung der Grafen von Thurn und Valsassina von den Torriani zweifelsfrei fest.

### Kärntner Linie

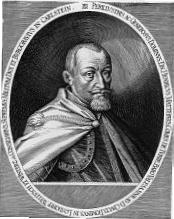
Graf Heinrich Matthias von Thurn-Valsassina (1567–1640)

Ein weiterer Bruder Napoleones, Salvino († nach 1281), begründete eine Linie, die mit seinem Urenkel Richard I. von Thurn-Valsassina nach Kärnten gelangte, dort in landgesessene Adelsgeschlechter einheiratete und bis heute auf mehreren Gütern in Kärnten und Niederösterreich ansässig ist. Sechs Generationen nach Richard I. wurden Anton II. († 1569), Landmarschall von Görz, und sein Cousin Franz (1508–1586) zu Freiherren und 1541 zu Grafen erhoben. Antons jüngerer Sohn Johann Ambros (1537–1621) erwarb 1601 Schloss Bleiburg und dessen älterer Bruder Achaz führte die bis heute dort ansässige Linie fort. Franz’ jüngster Sohn, Graf Heinrich Matthias von Thurn (1567–1640), wurde einer der Hauptführer des böhmischen, protestantischen Aufstandes gegen Ferdinand II. in der ersten Phase des Dreißigjährigen Krieges. Er ging ins Exil ins Baltikum, wo der Zweig mit seinen Enkeln erlosch.
Als eines von 64 gräflichen Geschlechtern hatte die Familie einen erblichen Sitz im Herrenhaus, dem Oberhaus des österreichischen Reichsrates.

## Besitztümer
Zu den Besitztümern der Familie zählen bis heute: Seit 1601 Schloss Bleiburg in Kärnten und Schloss Hagenegg in Eisenkappel-Vellach, seit 1873 Schloss Niedernondorf in Waldhausen in Niederösterreich, seit 1872 die ehemalige Herrschaft um die Burg Lichtenfels und seit 1879 die nahe Burg Rastenberg; infolge einer Adoption kam 1974 auch der Besitz der Freiherrn Vrints zu Falkenstein in Niederösterreich (mit Burg Falkenstein und Poysbrunn) an die Thurn. Historisch waren u. a. auch die Burg Gradac in Weißkrain sowie die Ortschaft Montorio in Italien im Besitz der Familie.
Das Palais Thurn-Valsassina an der Rainergasse 22 im 4. Wiener Gemeindebezirk Wieden war der Familiensitz in der damaligen Haupt- und Residenzstadt.

## Bilder

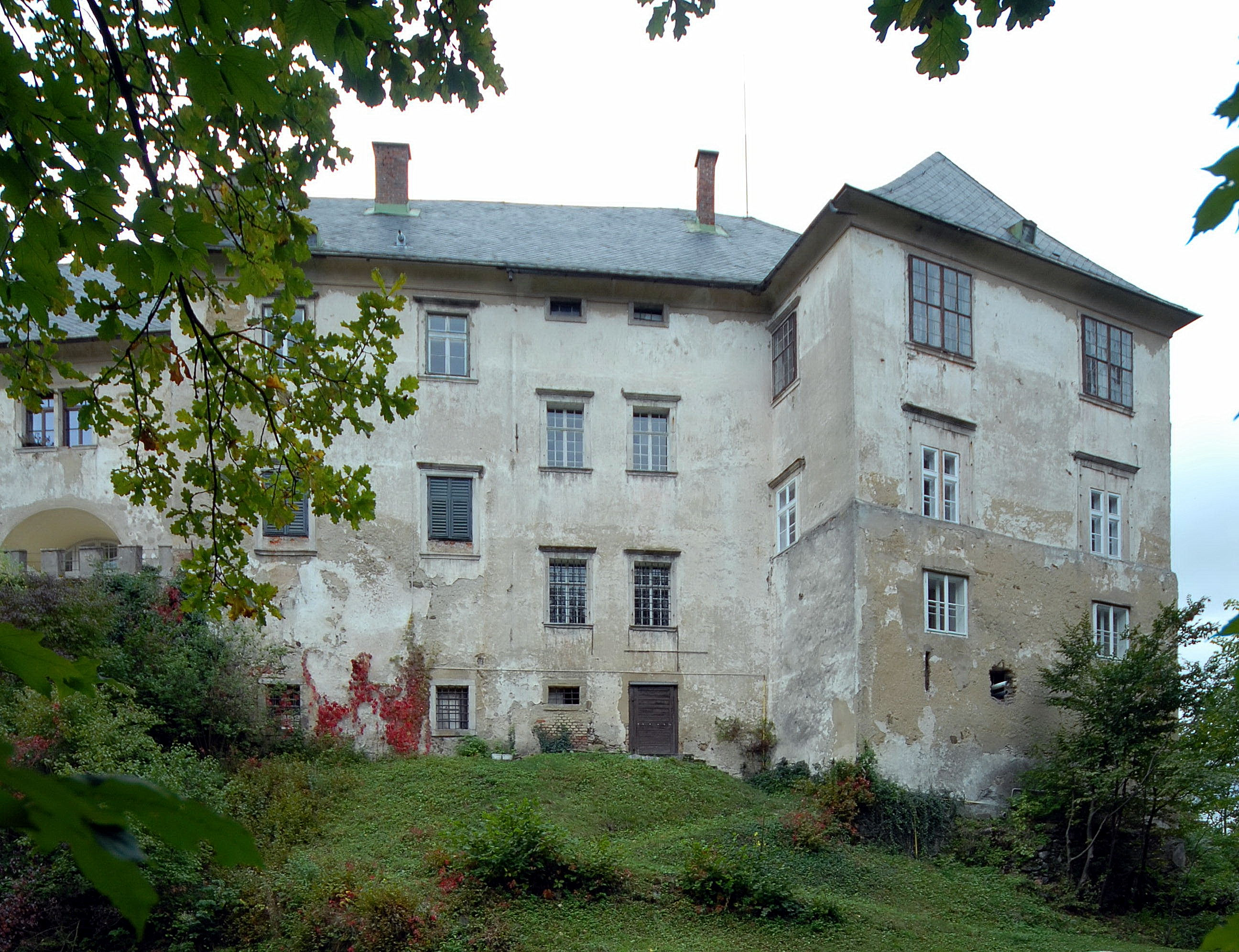
Schloss Bleiburg, Kärnten
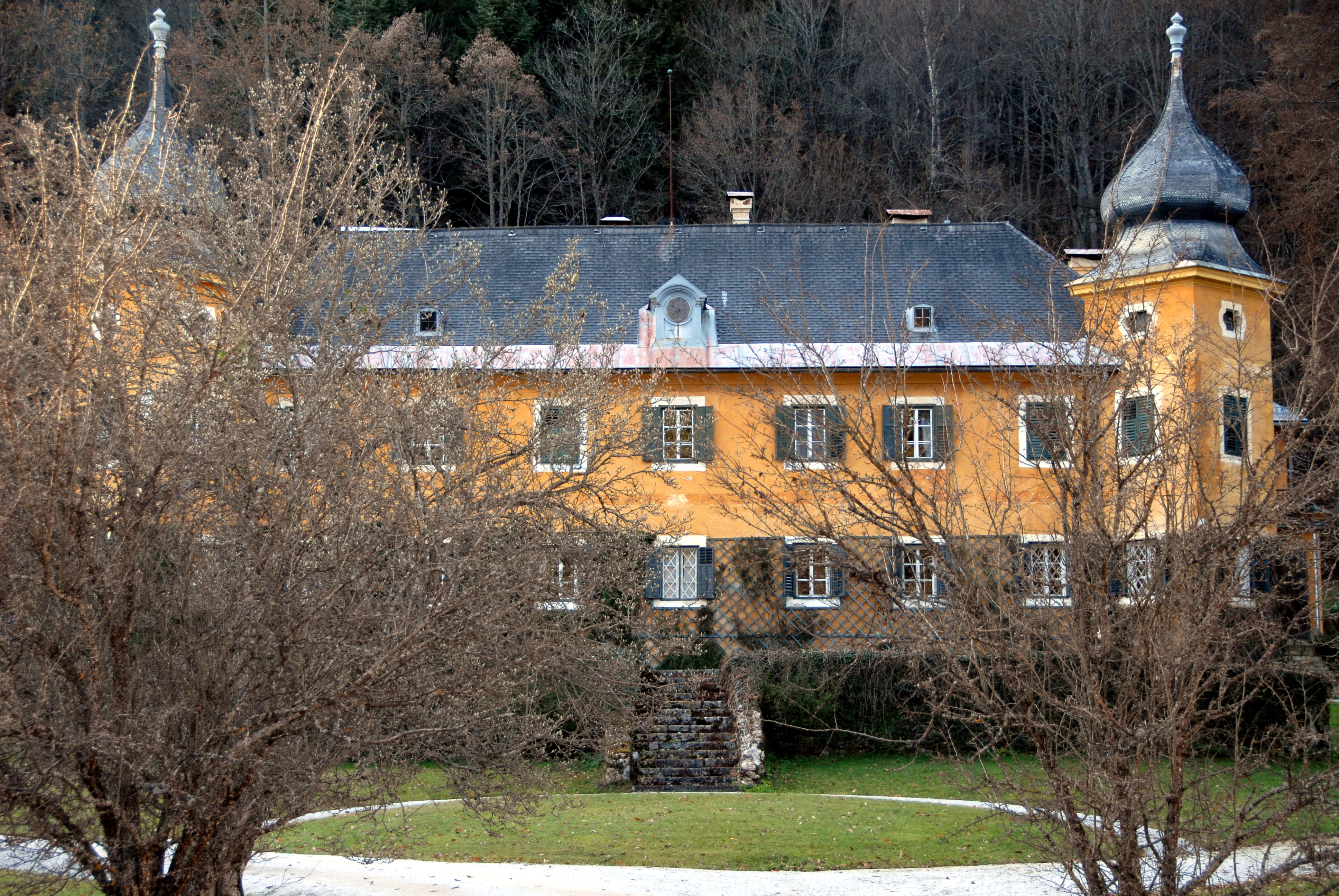
Schloss Hagenegg in Eisenkappel-Vellach, Kärnten
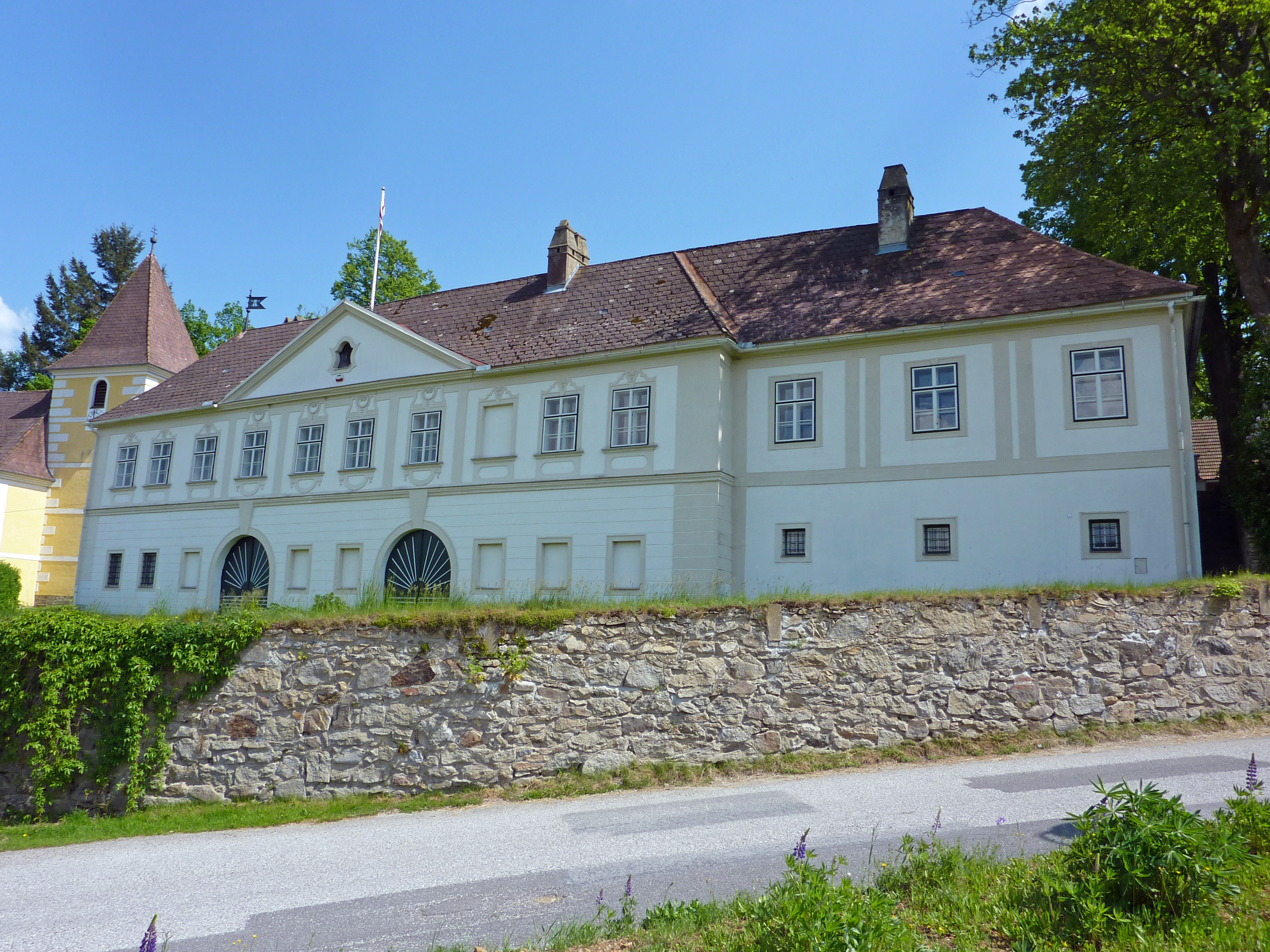
Schloss Niedernondorf, Niederösterreich
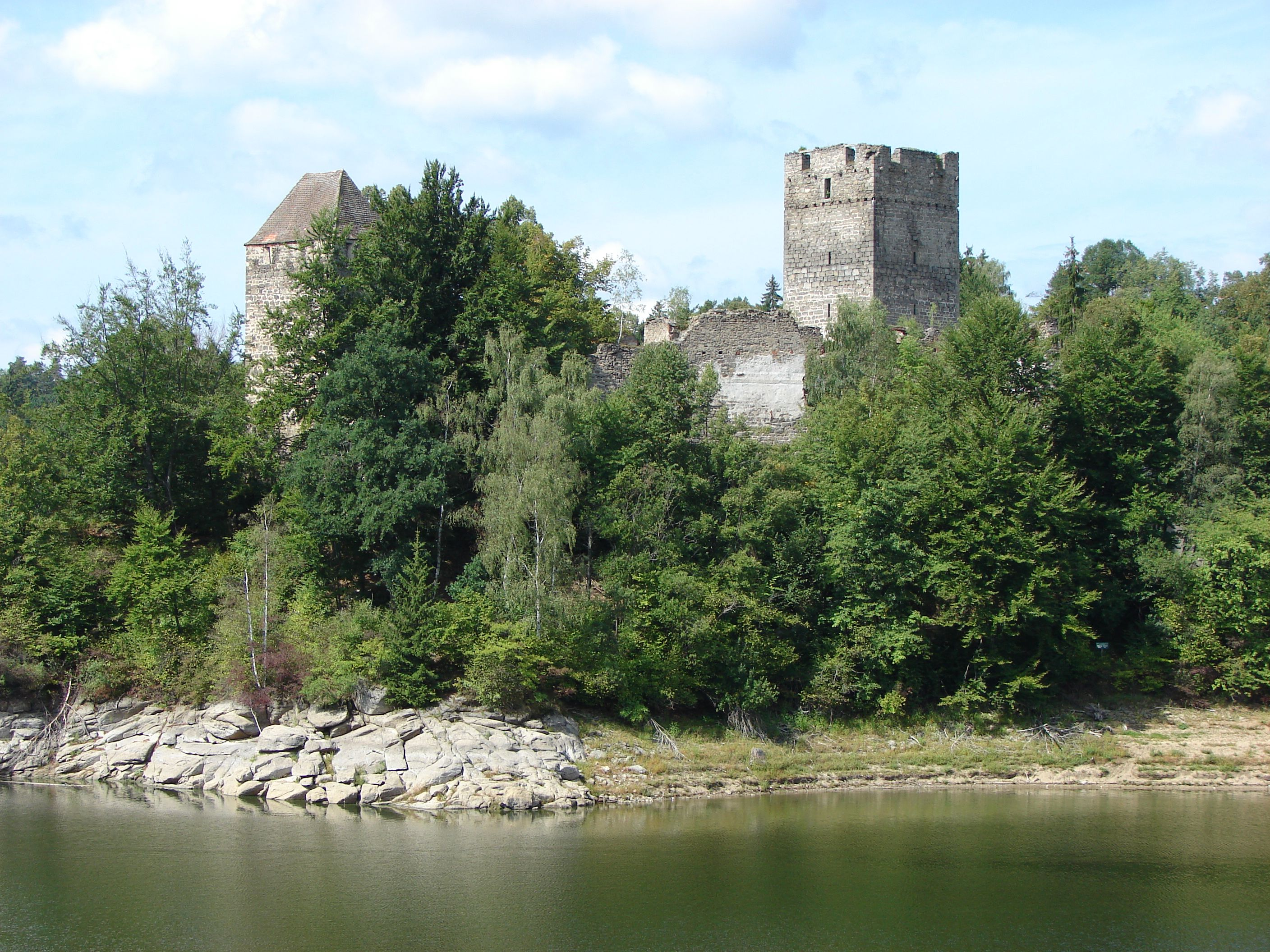
Burg Lichtenfels, Niederösterreich
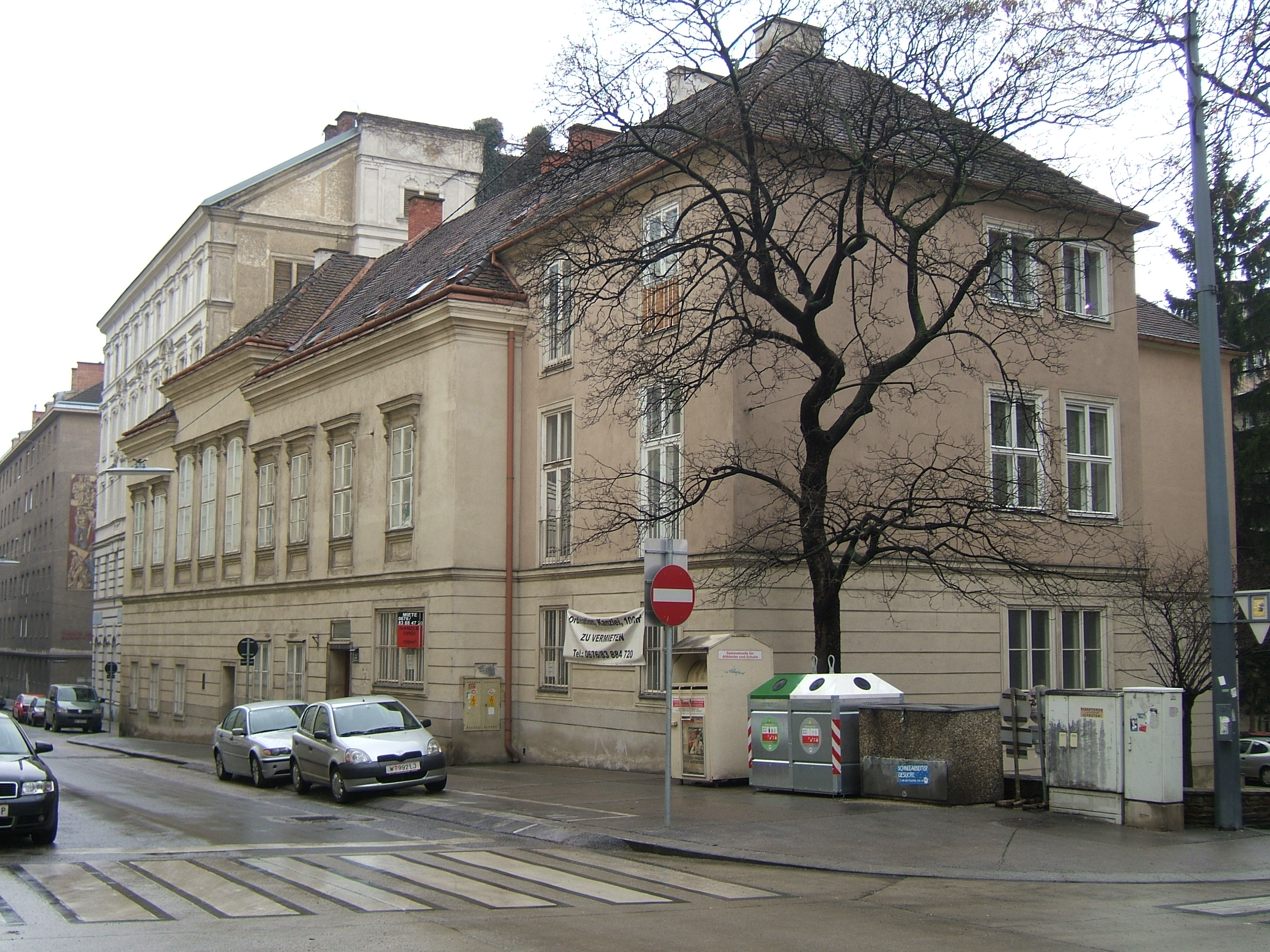
Palais Thurn-Valsassina in Wien
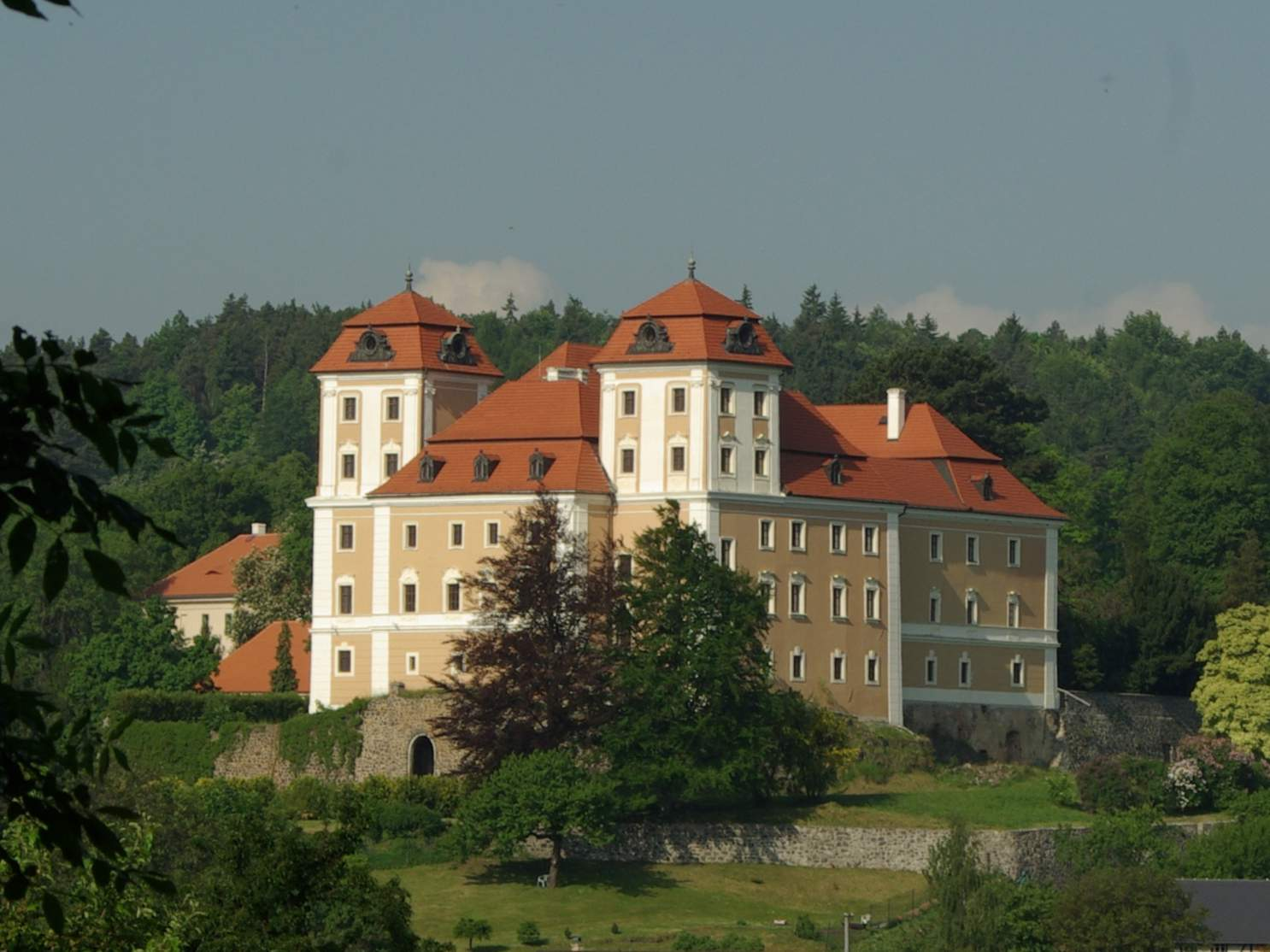
Schloss Waltsch, Tschechien
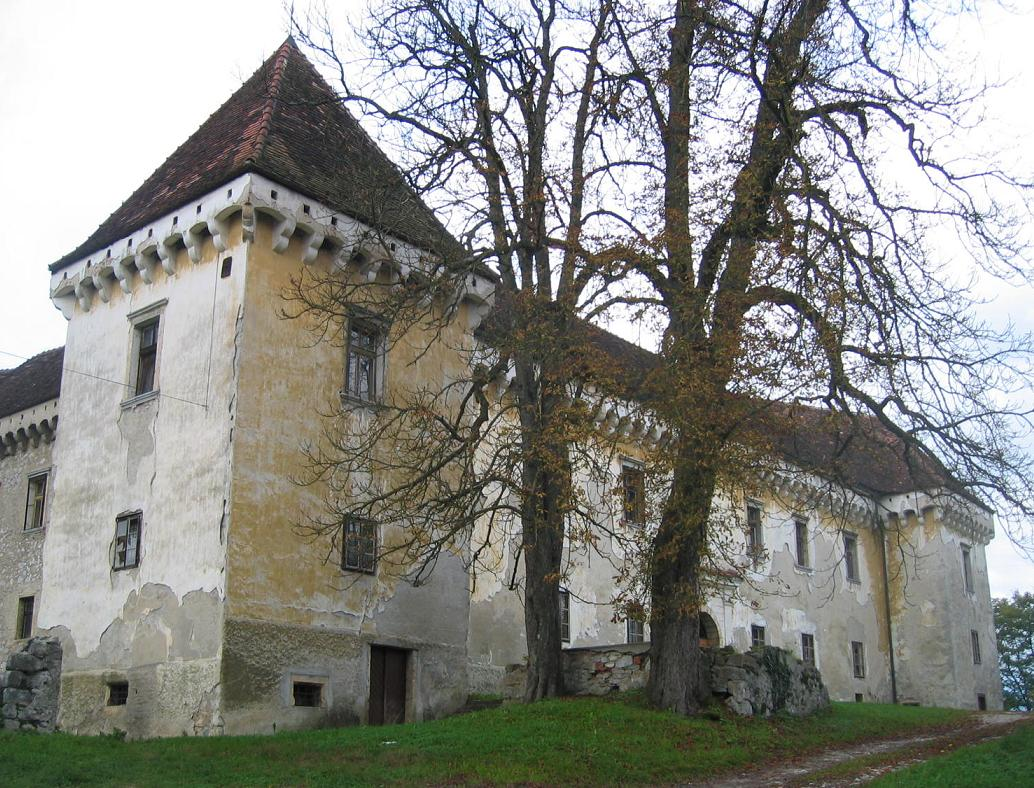
Schloss Krumperk (Kreutberg), Slowenien, bis 1840 im Besitz der Familie
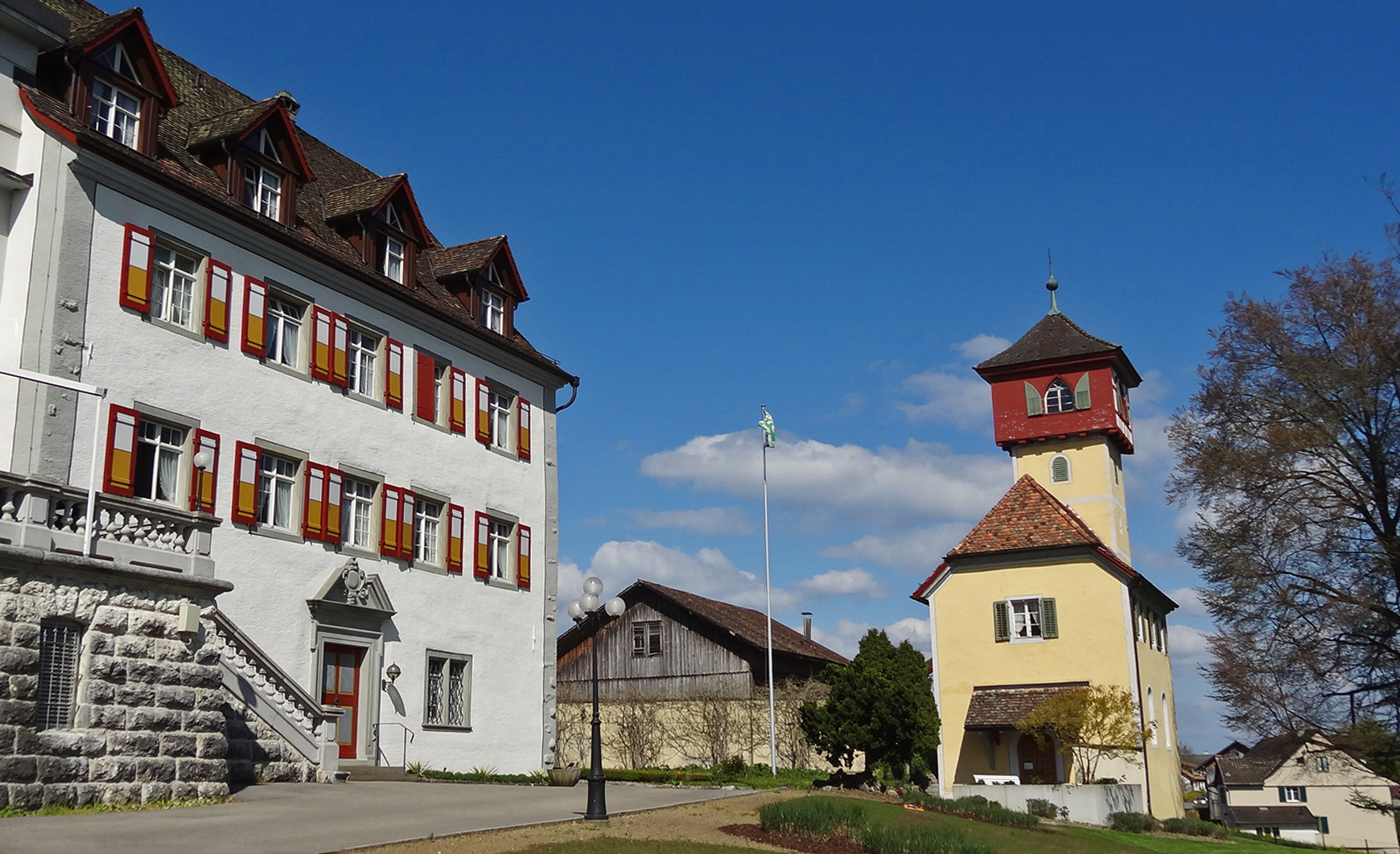
Schloss Berg, Thurgau

## Wappen

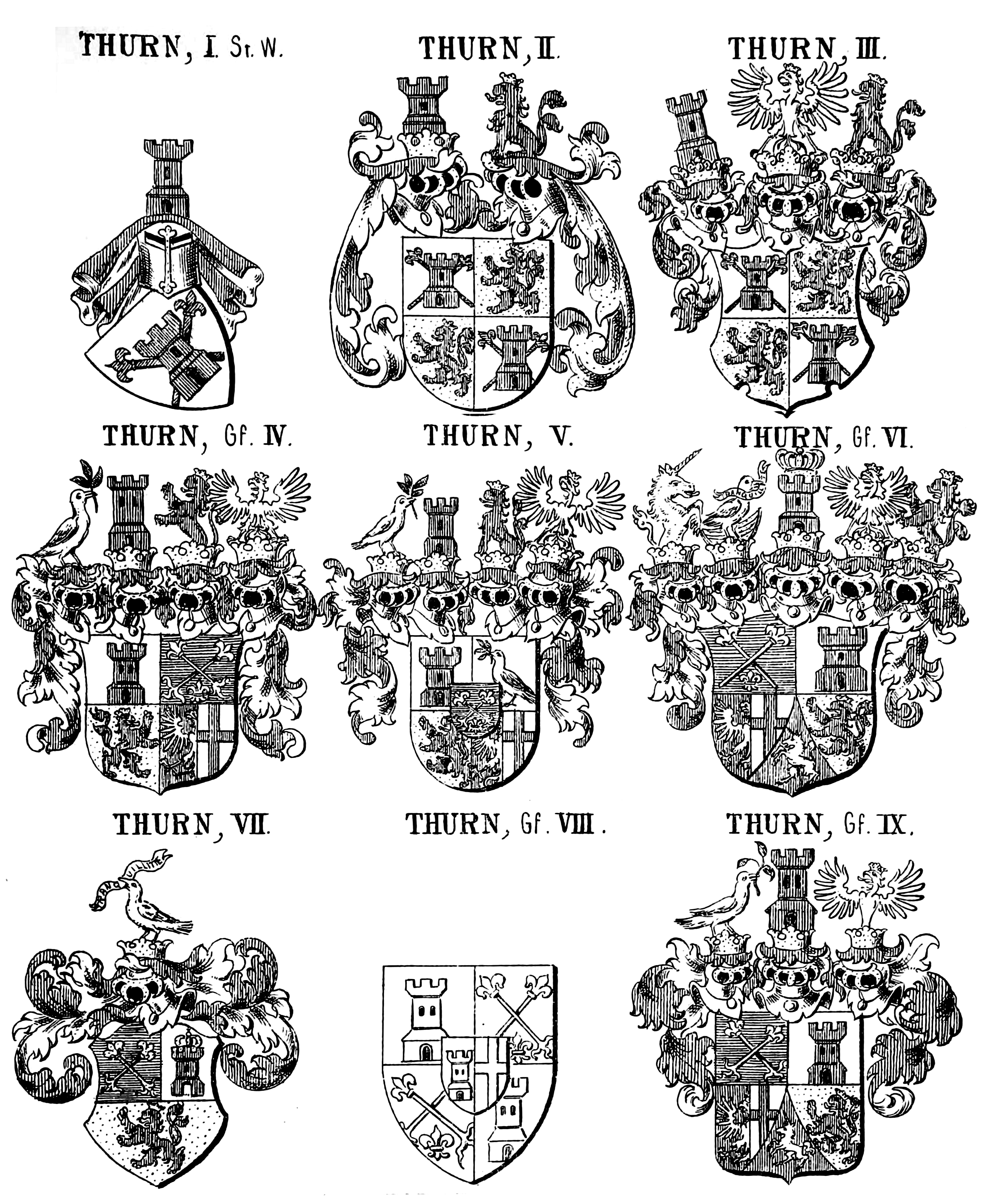
Wappen-Galerie derer von Thurn in Siebmachers Wappenbüchern

Das Stammwappen zeigt in Silber einen roten Turm. Auf dem Helm mit rot–silbernen Helmdecken der Turm.

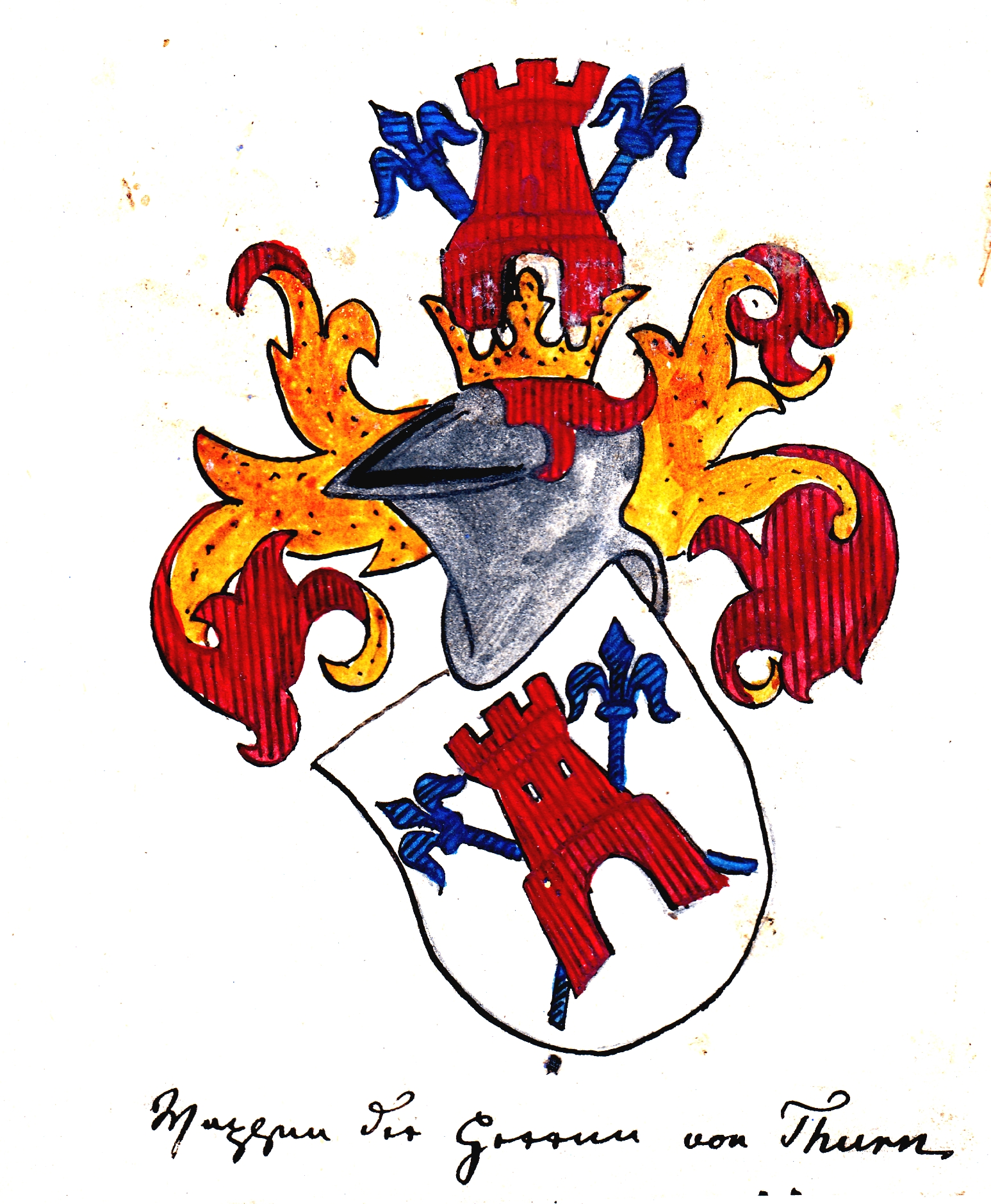
Weiteres Stammwappen Wappen der Herren von Thurn
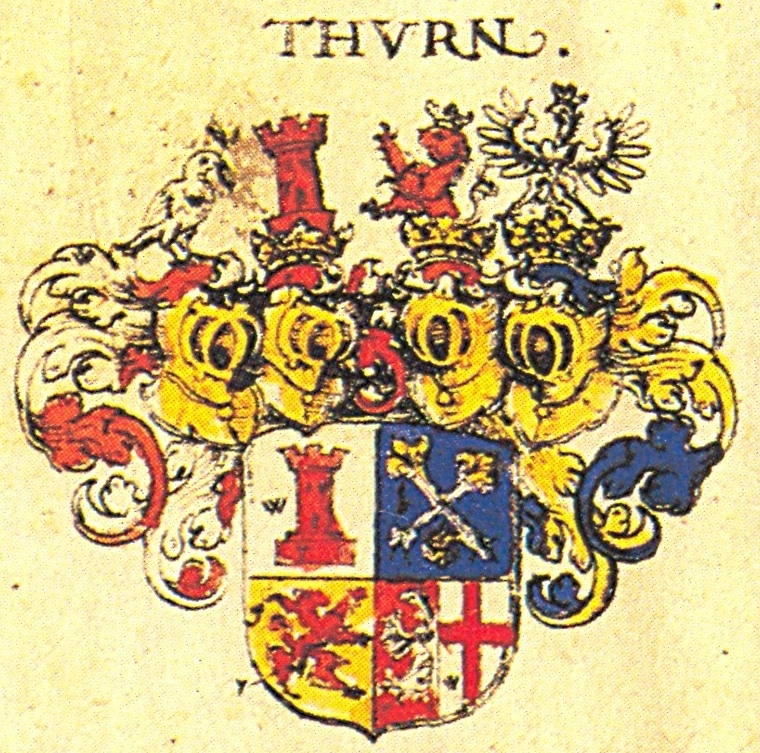
Wappen der Grafen Thurn (aus Siebmachers Wappenbuch, 1605)

## Familienmitglieder
- Heinrich Matthias von Thurn (1567–1640), böhmischer Adeliger, Hauptführer des Ständeaufstands in Böhmen von 1618
- Franz Bernhard von Thurn und Valsassina (1592–1628), Generalmajor in mährischen, kaiserlichen und schwedischen Diensten
- Johann Jakob von Thurn und Valsassina (1602–1643), schwedischer Feldherr im Dreißigjährigen Krieg
- Heinrich von Thurn (1628–1656), schwedischer General, Reichsrat, Statthalter in Riga und Reval
- Karl Maximilian von Thurn und Valsassina (1643–1716), Ritter des Ordens vom Goldenen Vlies (611)
- Franz Maria Ulrich von Thurn-Valsássina (1691–1741), Generalfeldwachtmeister
- Anton von Thurn-Valsassina (1723–1806), k.k. Feldzeugmeister, Ritter des goldenen Vließes und Inhaber des Infanterieregiments No. 43
- Eugen Franz von Thurn-Valsassina (1725–1805), k.k. Generalmajor
- Joseph Benedikt von Thurn-Valsassina (1744–1825), Dompropst und Regierungspräsident in Regensburg
- Franz Xaver Joseph von Thurn-Valsassin (1748–1790), k.k. Generalmajor
- Joseph Anton Johann Nepomuk Vincenz von Thurn-Valsassina (1760–1831), Napoleonischer Generalmajor
- Georg Anton Franz von Thurn-Valsassina (1788–1866), kaiserlich-österreichischer Feldzeugmeister
- Hyazinth Thurn-Valsassina (1818–1877), österreichischer Politiker
- Georg von Thurn und Valsassina (1834–1879), Reichsratsabgeordneter
- Johann Douglas von Thurn-Valsassina (1835–1904), Landtagsabgeordneter
- Gustav von Thurn-Valsassina (1836–1888), österreichischer Politiker
- Vinzenz von Thurn-Valsassina (1866–1928), österreichischer Politiker
- Georg Thurn-Valsassina (1900–1967), österreichischer Großgrundbesitzer, Präsident des Naturschutzbundes Österreich

## Thurn-Valsassina und Taxis
Beim Geschlecht derer von Thurn-Valsassina und Taxis hingegen handelt es sich um die Nachfahren des Gabriel von Taxis aus der italienischen Familie Taxis (später „Thurn und Taxis“), welche 1642 in den Reichsfreiherren- und 1680 in den Reichsgrafenstand erhoben wurden. Nach entsprechender Vorbereitung, v. a. durch Alexandrine von Taxis, erlaubte Kaiser Ferdinand III. der Familie von Taxis 1650, sich in Zukunft „von Thurn, Valsassina und Taxis“ zu nennen.

## Thurn in der Ostschweiz
1733 gewährte der St. Galler Fürstabt Joseph von Rudolphi den Ostschweizer Freiherren von Thurn den Zunamen Valsassina, ohne die Erhebung in den Grafenstand zu führen.